# Potência (geometria)
Na geometria plana, a potência de um ponto é um número real que reflete a distância relativa de um ponto dado a um círculo dado. Especificamente, a potência de um ponto A em relação a um círculo C de centro O e raio r é definida como:
{\displaystyle (AO)^{2}-r^{2}.}
Um teorema importante sobre as secantes é que a potência é igual ao produto:
{\displaystyle AP\cdot AQ=(AO)^{2}-r^{2}\,}
No caso de um ponto interior, o produto deve ser interpretado de forma algébrica, ou seja, como um número negativo.